# 小行星5552
小行星5552（英語：5552 Studnicka）是一颗围绕太阳公转的小行星。1982年9月16日，安東寧·姆爾科斯在克列特发现了此天体。
这颗小行星的绝对星等为249.7996483898616等。